# Desert Diamond Arena
Desert Diamond Arena, ursprungligen Glendale Arena, därefter Jobing.com Arena och Gila River Arena, är en arena i Glendale i Arizona i USA. Arenan var hemmaarena för ishockeylaget Arizona Coyotes, som spelar i NHL, mellan 2003 och 2022.
Arenan kostade 220 miljoner dollar att bygga och rymmer 17 125 åskådare under ishockeymatcher och upp till 19 000 åskådare under konserter.
Tvärs över gatan ligger University of Phoenix Stadium, hemmaarena för Arizona Cardinals i National Football League (NFL).

## Namnrättigheter
Arenan hette ursprungligen Glendale Arena, efter staden, när den invigdes 2003. År 2006 köpte det Phoenixbaserade webbolaget Jobing.com namnrättigheterna under 10 år för 30 miljoner dollar och satte företagsnamnet på arenan.
Kontraktet hävdes i förtid 2014 och arenan fick namnet Gila River Arena, efter ett avtal med Gila River Casinos, som är en grupp kasinon som drivs i indianreservatet med samma namn.
Kasinogruppen Desert Diamond Casinos, som drivs av Tohono O'Odham-stammen, köpte namnrättigheterna 2022.